# 鬼澤馬勇
鬼澤 馬勇（おにざわ まよ）は、漫画家。

## 略歴
2021年に『コミックフラッパー』（KADOKAWA）メディアファクトリー誌上にて『見るからに怪しい二人』を連載中。

## 作品リスト

### 連載
- 見るからに怪しい二人（『月刊コミックフラッパー』2021年11月号[2] - ）

### 書籍
- 『見るからに怪しい二人』、KADOKAWA〈MFコミックス フラッパー〉2022年 - 、既刊4巻（2025年4月23日現在）
  1. 2022年6月22日発売[3][4]、ISBN 978-4-04-681388-6
  2. 2023年5月23日発売[5]、ISBN 978-4-04-682461-5
  3. 2024年3月23日発売[6]、ISBN 978-4-04-683277-1
  4. 2025年4月23日発売[7]、ISBN 978-4-04-684601-3